# Bernard Carp
Bernard „Berend“ Carp (* 17. April 1901 in Pekalongan, Niederländisch-Indien; † 22. Juli 1966 in Hout Bay, Südafrika) war ein niederländischer Segler.

## Werdegang
Bernard Carp nahm an den Olympischen Spielen 1920 in Antwerpen teil, bei denen er neben Petrus Wernink Crewmitglied der Oranje war, als deren Skipper sein Bruder Joop Carp fungierte. Der einzige Konkurrent bei der Regatta war das französische Boot Rose Pompon von Skipper Albert Weil. Da sich die Rose Pompon wegen Problemen mit dem Zoll verspätete, wurde die erste von drei Wettfahrten nicht ausgetragen. Die zweite und dritte Wettfahrt gewann jeweils die Oranje, sodass die Carp-Brüder und Wernink Olympiasieger wurden.
Carp war Direktor bei dem Spirituosenhersteller Lucas Bols und zog 1946 nach Kapstadt, um dort eine Destillerie der Firma zu leiten. Sein Bruder Joop folgte ihm später nach Südafrika. Er unternahm im heutigen Namibia mehrere ornithologische Expeditionen und veröffentlichte ein Buch mit dem Namen I Choose Africa.